# Anton Kašutnik
Anton Kašutnik (Tarvisio, 4 november 1688 - Trnava (Slowakije), 22 augustus 1745) was een Sloveens jezuïet en schrijver van theaterstukken evenals geschiedkundige en aardrijkskundige werken. In 1703 trad hij in de orde van de Jezuïeten in. vervolgens doceerde hij retorica in Wenen en Graz waar hij eveneens prefect was. Hij werd later werkzaam aan de universiteit van Trnava, het toenmalige centrum van de Slowaakse intelligentsia. Anton Kašutnik geldt als de eerste Sloveen die theaterstukken schreef.

## Keuze uit zijn werk
- Scholasticae Parnassi Graecensis exercitiae (1718)
- Vienensium poetarum exercitationes scholasticae (1721)
- Fraterni amoris de invidia triumphus a Naramoino et Neaubeadora Cocini regis filiis relatus (1723)
- Nobila fidelitatis mutae inter patrem filiumquae certanum Romae olim a Fabio Maximo et Selio euisdem filio exhibitum (1724)

- International Standard Name Identifier: 0000 0000 5440 6736
- Library of Congress Control Number: nr2005029167
- Nationale Bibliotheek van Tsjechië: ola2017975994
- Virtual International Authority File: 2427430
- WorldCat: E39PBJvRXBKxWDkkx6R73jgdwC